# اچ‌دی ۲۱۳۴۲۹
اچ‌دی ۲۱۳۴۲۹ یک ستاره است که در صورت فلکی دلو قرار دارد.